# Miguel Gómez Martínez
Miguel Gómez Martínez (Bogotá, 28 de marzo de 1961) es un economista y político colombiano.
Fue miembro del Partido de la U. Hizo parte de la comisión primera de la Cámara de Representantes en el Congreso de la República de Colombia por el periodo 2010-2014. Fue cabeza de lista por el Partido Conservador como candidato al Senado en las elecciones legislativas de Colombia de 2018, sin embargo sus votos no alcanzaron para ser nuevo senador de la República.

## Biografía

### Primeros años y educación
Nació en Bogotá el 28 de marzo de 1961, hijo de Enrique Gómez Hurtado y María Ángela Martínez. Es un delfín del Partido Conservador, siendo hijo del exsenador Enrique Gómez Hurtado, nieto del expresidente Laureano Gómez, y sobrino de Álvaro Gómez Hurtado.
Estudió en el colegio San Carlos de Bogotá, se graduó como economista en el Instituto de Estudios Políticos de París, donde también hizo una maestría en Economía Internacional y Ciencia Política. Hoy en día es candidato a doctorado del Centro de Estudios Diplomáticos y Estratégicos de París.

### Carrera en el gobierno
Con apenas 33 años, David Turbay Turbay lo nombró Vicecontralor General de la República en 1994. Estuvo en el cargo hasta principios de 1996, cuando renunció en medio de la crisis por el Proceso 8.000, en el cual su jefe terminó condenado.
En las elecciones de 1998, Gómez se fue acercando a Andrés Pastrana, candidato conservador quien al ser elegido presidente, lo nombró presidente del Banco de Comercio Exterior, Bancóldex, donde estuvo hasta 2002.
En 2002, Gómez Martínez renunció a Bancóldex, y el presidente Álvaro Uribe lo nombró embajador en París en reemplazo de Marta Lucía Ramírez. En 2006, renunció para ser nombrado director de la Cámara de Comercio Colombo Americana, en Bogotá. También fue asesor económico de Juan Manuel Santos en el Ministerio de Comercio Exterior.
Para las elecciones legislativas de 2010 Santos le ofreció a Gómez ser la cabeza de lista a la Cámara en Bogotá por el Partido de La U, después de que el ex Alto Comisionado para la Paz Luis Carlos Restrepo renunció a esta aspiración. Gómez, quien tenía como credenciales su trayectoria en comercio exterior, su cercanía con Uribe y su tradición familiar estrictamente conservadora, obtuvo 44 mil votos y se convirtió en vocero de su partido desde la Comisión Primera de la Cámara.
El 2 de enero de 2013 inició el proceso de revocatoria al mandato del entonces Alcalde de Bogotá, Gustavo Petro. El 18 de abril de 2013, con el apoyo de 635.000 firmas, fue radicada la petición formal de revocatoria ante la Registraduría Distrital.

### Cargos privados
En 1996, reemplazó a María Isabel Patiño como gerente y presidente de Asocolflores, e hizo parte del Consejo Gremial cuyo presidente era Juan Manuel Ospina. Fue presidente de esta asociación hasta 1998. 
En febrero de 2020 fue nombrado por la Junta Directiva de Fasecolda como Presidente del gremio asegurador colombiano.
También fue decano de la Facultad de Economía de la Universidad del Rosario en dos ocasiones, donde afrontó una crisis de matrículas y logró la subsecuente estabilización, y profesor de materias de economía en el Cesa (Colegio de Estudios Superiores de Administración).

## Carrera profesional
A lo largo de su carrera ha ocupado los siguientes puestos:
- (1986-1988) Vicerrector de la Universidad Sergio Arboleda.
- (1990-1992) Gerente de la Asociación Colombiana de Exportadores de Flores - Asocolflores.
- (1992-1993) Asesor, Ministerio de Comercio Exterior.
- (1993-1994) Decano de Economía, Universidad del Rosario.
- (1994-1996) Vicecontralor, Contraloría General de la Nación.
- (1997-1998) Presidente Ejecutivo de la Asociación Colombiana de Exportadores de Flores - Asocolflores.
- (1998-2002) Presidente de Bancóldex.
- (2003-2006) Embajador en Francia.
- (2006-2009) Director Ejecutivo de la Cámara de Comercio Colomboamericana.
- (2020- 2022) Presidente de la Federación de Aseguradores Colombianos - Fasecolda.